# Schi alpinism
Schiul alpinism (cunoscut și ca skimo sau schi de tură) este un sport de iarnă practicat cu schiurile și inclus în programul Jocurilor Olimpice de iarnă. Poate fi folosit și în scopuri operaționale la munte de către salvatori (jandarmi, pompieri, salvamontiști etc.) sau trupe de munte.
Practicarea schiului alpimism constă în progresul prin alternarea fazelor lungi de urcare și coborâre pe pante medii (mai mari de 10%) sau pante abrupte (care se pot apropia de 100%). Necesită echipament adecvat: schiuri, bețe și bocanci asemănătoare echipamentului alpin și legături specifice care să permită ridicarea călcâiului pentru fazele de urcare, și blocat pentru fazele de coborâre pentru a recrea condițiile de schi alpin.
Activitatea este gestionată și dezvoltată la nivel internațional de către Federația Internațională de Schi Alpinism.
În iulie 2021, Comitetul Internațional Olimpic a anunțat că skimo a fost adăugat ca sport opțional la Jocurile Olimpice de iarnă din 2026 de la Milano și Cortina d'Ampezzo, în urma unui debut de succes al acestui sport la Jocurile Olimpice de iarnă pentru tineret din 2020. În octombrie 2021, Comitetul de organizare al Jocurilor Olimpice de iarnă din 2026 a anunțat că locul de desfășurare a competiției ales pentru eveniment va fi stațiunea Bormio. În plus, sportul a fost inclus ca un eveniment opțional în programul Jocurilor Mondiale Universitare de Iarnă din 2025, care au avut loc la Torino, Italia.